# Cosmohermannia frondosa
Cosmohermannia frondosa är en kvalsterart som beskrevs av Aoki och Yoshida 1970. Cosmohermannia frondosa ingår i släktet Cosmohermannia och familjen Nanhermanniidae. Inga underarter finns listade i Catalogue of Life.